# Nuits-Saint-Georges
Nuits-Saint-Georges je francouzská vinařská obec, která se nachází v departementu Côte-d'Or, v regionu Burgundsko-Franche-Comté.

## Poloha
Obec má rozlohu 20,5 km². Nejvyšší bod je položen 516 m n. m.

## Obyvatelstvo
V roce 2013 zde žilo 5572 obyvatel..
Následující graf zobrazuje vývoj počtu obyvatel v obci.

## Památky
- Paleolitická jeskyně Trou-léger.
- Hláska (beffroi) uprostřed města
- Kostel sv. Symforiena, jednolodní románská stavba s věží nad křížením ze 12. století.
- Zámek Entre deux monts ze 17. století v lese nad obcí.
- Městské muzeum s archeologickými nálezty aj.

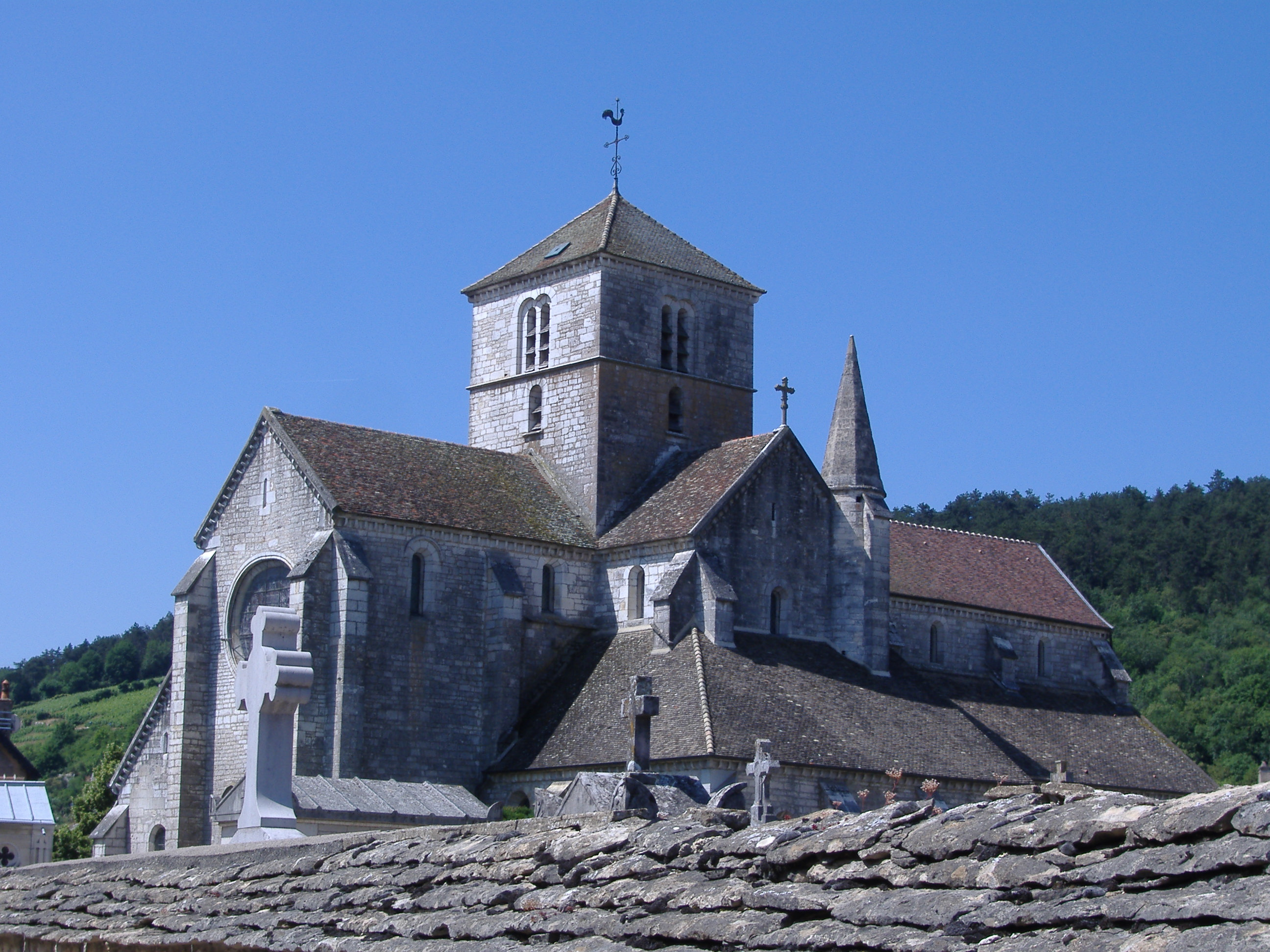
St.-Symphorien (12. stol.)